# Surface (série télévisée, 2005)
Pour les articles homonymes, voir Surface.
Surface ou Menace sous la mer au Québec, est une série télévisée américaine en quinze épisodes de 42 minutes, créée par Jonas et Josh Pate et diffusée entre le 19 septembre 2005 et le 6 février 2006 sur le réseau NBC.
En France, la série a été diffusée à partir du 10 septembre 2006 sur Canal+ puis en clair à partir du 3 février 2007 sur TF1, du 24 juillet au 21 août 2007 sur TMC et depuis le 1er avril 2008 sur Sci Fi Channel ; et au Québec à partir du 6 janvier 2007 sur Mystère.

## Synopsis
Trois personnes, n'ayant aucun lien entre elles, découvrent l'existence d'une forme de vie sous-marine inconnue.
Le Dr Laura Daughtery, océanographe californienne, est attaquée lors d'une plongée en bathyscaphe par une mystérieuse créature. Miles Bennett, un adolescent, se retrouve face à l'une d'entre elles lors d'une chute à ski nautique en Caroline du Nord. Richard Connelly, un pêcheur originaire de Louisiane, voit son frère emporté par quelque chose dans les profondeurs du golfe du Mexique.
Dans le même temps, d'étranges phénomènes sont observés dans toutes les mers du monde…

## Distribution

### Acteurs principaux
- Lake Bell (VF : Julie Dumas) : Dr Laura Daughtery
- Jay R. Ferguson (VF : David Kruger) : Richard « Rich » Connelly
- Carter Jenkins (VF : Dimitri Rougeul) : Miles James Barnett
- Leighton Meester (VF : Laëtitia Godès) : Savannah Barnett (12 épisodes)
- Ian Anthony Dale (VF : Bruno Choel) : Davis Lee (11 épisodes)
- Eddie Hassell (de) (VF : Donald Reignoux) : Phil Nance (10 épisodes)

### Acteurs secondaires
- Jessica Tuck puis Lou Anne Cooper (VF : Ninou Fratellini) : Sylvia Barnett (12 épisodes)
- Ric Reitz (VF : Nicolas Marié) : Ron Barnett (11 épisodes)
- Kelly Collins Lintz (VF : Marie-Laure Dougnac) : Tracy Connelly (10 épisodes)
- Bobby Coleman (en) : Jesse Daughtery (7 épisodes)
- Caroline Kent : Emily Connelly (7 épisodes)
- Rade Šerbedžija (VF : Hervé Jolly) : Dr Alexander Cirko (6 épisodes)
- Stephen Michael Ayers : Paul Bloom (6 épisodes)
- Jason Davis : Sean Daughtery (6 épisodes)
- Victoria Staley : Heather Connelly (6 épisodes)
- Shishir Kurup (en) (VF : Jérémy Prévost) : Dr Krishna Singh (5 épisodes)
- Jack Landry : Jared (5 épisodes)
- Leslea Fisher : Amber (5 épisodes)
- Linsey Godfrey (VF : Sandra Valentin) : Caitlin Bloom (4 épisodes)
- Austin Nichols (VF : Cyril Aubin) : Jackson Holden (4 épisodes)
- Martha Plimpton : Dr Samantha Morris / Mr Big (2 épisodes)

 Source et légende : version française (VF) sur RS Doublage

## Production
Le projet de Josh and Jonas Pate a reçu une commande de pilote fin décembre 2004 sous le titre Fathom. Le casting débute en février avec entre autres Lake Bell, Rade Šerbedžija et Leighton Meester, Jay R. Ferguson et Carter Jenkins.
Le 15 mai 2005, NBC commande la série et le lendemain lors des Upfronts, lui assigne la case du lundi à 20 h à l'automne. Un mois plus tard, la série adopte son titre actuel.
Le tournage a débuté en juin à Wilmington (Caroline du Nord). Dans le premier épisode, Jessica Tuck interprète le rôle de Sylvia Barnett. Elle sera ensuite remplacée pour le reste de la série. En août, Ian Anthony Dale est ajouté à la distribution.
Le 17 octobre, NBC commande un nombre non-spécifié d'épisodes supplémentaires. Après la diffusion des dix premiers épisodes, interrompue pour les spéciaux du temps des fêtes, la série est revenue pour cinq derniers épisodes entre le 2 janvier et le 6 février 2006, juste avant le début des Jeux olympiques d'hiver de 2006.
Le 14 mai 2006, la série a été annulée après une saison, à cause de faibles audiences.

## Épisodes
1. Premiers contacts (There's Something Strange Going on in the World's Oceans)
2. Nemrod (The mystery of the ocean is now on land)
3. Du fond des temps (Things are heating up under the ocean)
4. La Preuve (It is time to track these unidentified species)
5. La Traque (Who turned out the lights)
6. La Vérité interdite (Another one bites the dust)
7. L'Île (On the run)
8. Eaux profondes (Submersible Setback)
9. Pris au piège (Race against time)
10. Révélations (Laura and Rich return from plunge to the ocean floor - with no boat in sight)
11. Ombres et lumières (The story's out)
12. Transmission (Fugitives on the run)
13. Sur la piste de la création (Experiment gone awry)
14. Alerte sur la côte (Fears are rising)
15. Compte à rebours (Who will be left behind?)

## Commentaires
- L'unique saison de la série a été suivie à la télévision américaine par 9,3 millions de téléspectateurs.
- Pour sa diffusion sur TF1, cette dernière a demandé l’autorisation au diffuseur original, NBC, afin de remonter les épisodes de la série, de sorte à lui donner une fin plus acceptable. Le feu vert accordé par le réseau américain donne donc lieu à une première, car aucune série jusqu'ici n’a jamais été remontée pour être diffusée sur une chaîne étrangère[13].

## Distinctions
La série a remporté deux Young Artist Awards : un pour Carter Jenkins dans la catégorie « Meilleur Acteur » et l'autre dans la catégorie « Meilleure Série Dramatique Familiale ». La série a également été nommée aux Emmy Awards dans la catégorie « Meilleurs Effets Spéciaux » et aux Saturn Awards dans la catégorie « Meilleure Série de Network ».

## Produits dérivés
En Zone 1, le DVD de la série est paru le 15 août 2006.
En Zone 2, le DVD est paru le 27 mars 2007.